# Златје Класи
Златје Класи (слч. Zlaté Klasy, мађ. Nagymagyar) насељено је мјесто са административним статусом сеоске општине (слч. obec) у округу Дунајска Стреда, у Трнавском крају, Словачка Република.

## Становништво
| Година:    | 1994. | 2004.    | 2014.   | 2024.   |
| ---------- | ----- | -------- | ------- | ------- |
| Број људи: | 3164  | 3604     | 3584    | 3542    |
| Разлика:   |       | +13,90 % | -0,55 % | -1,17 % |

| Година:    | 2023. | 2024.   |
| ---------- | ----- | ------- |
| Број људи: | 3570  | 3542    |
| Разлика:   |       | -0,78 % |

Према подацима о броју становника из 2011. године насеље је имало 3.572 становника.